# Edward Snowden
Edward Joseph Snowden (oroszul: Э́двард Джо́зеф Сно́уден; Elizabeth City, Észak-Karolina, USA, 1983. június 21. –) amerikai-orosz számítógépes szakember, volt CIA alkalmazott, aki azzal vált közismertté, hogy nyilvánosságra hozott szigorúan titkos NSA dokumentumokat, amelyekből kiderül, hogy az amerikai titkosszolgálatok széles körben figyelik az emberek mobiltelefon-hívásait és internetes tevékenységét az Egyesült Államokban és világszerte.

## Élete
Snowden az észak-karolinai Elizabeth Cityben született 1983. június 21-én. A család később a marylandi Ellicot Citybe költözött. Anyja a baltimore-i szövetségi bíróság számítógépes és adminisztrációs hálózatának vezetője. Apja a Parti Őrség tisztje. Nővére jogász.
Snowden nem végezte el a középiskolát, de később esti kurzusokon megszerezte a középiskolai végzettséggel egyenértékű GED oklevelet. Ezután számítógépes tanfolyamokat végzett, majd 2004-ben önkéntesnek jelentkezett a hadseregbe, ahol kommandós kiképzést kapott, de egy baleset miatt leszerelték.
Ezután biztonsági őrnek jelentkezett a Nemzetbiztonsági Ügynökségbe, majd 2007-től a CIA-nál kapott állást számítástechnikai területen. Genfben dolgozott. 2009-től tanácsadóként dolgozott a Dell és a Booz Allen cégeknél. Ez utóbbi révén a Nemzetbiztonsági Ügynökség munkatársaival dolgozott együtt Japánban, majd Hawaiin. Hagyományos kémkiképzést is kapott, és álnéven titkos ügynökként dolgozott külföldön amerikai kormányzati szerveknek. Feladata az volt, hogy számítógépes rendszereket állítson az Amerikai Egyesült Államok szolgálatába.
A 2013-ban általa kirobbantott lehallgatási botrány után Hongkongba, majd Moszkvába menekült az amerikai hatóságok elől, akik a kiadatását kérték, és érvénytelenítették az útlevelét. Itt egy évre ideiglenes menedéket kapott Oroszországtól, amit 3 éves ideiglenes tartózkodási engedéllyel toldottak meg. Az orosz külügyminisztérium 2017. január 18-án közölte, hogy újabb három évvel meghosszabbították Edward Snowden tartózkodási engedélyét.

### Politikai nézetei
Snowden saját bevallása szerint a 2008-as amerikai elnökválasztáson egy harmadik (nem a republikánus vagy demokrata) párt jelöltjére szavazott. Azt is bevallotta, hogy akkor már tervezte, hogy nyilvánosságra hozza az NSA kémprogramját, de hitt Barack Obama ígéreteiben. Később csalódásként élte át, hogy Obama "folytatta elődje politikáját". A 2012-es kampány támogatói lista szerint Ron Pault támogatta.
2013. június 17-én Snowden apjával készített a Fox TV egy beszélgetést, amelyben az aggodalmát fejezte ki a sajtóban a fiával kapcsolatban megjelent téves információkkal kapcsolatban. Fiát értelmes, mélyen gondolkodó fiatalemberként írta le. 2013 júniusában napvilágot látott beszámolók szerint Snowden laptopján matricákkal hirdeti az internet szabadságát, az Electronic Frontier Foundationt és a Tor Projectet.
Snowden nem tartja magát sem árulónak, sem hősnek.

### Leleplezések
Snowden elsőként Glenn Greenwalddal, a The Guardian újságírójával vette fel a kapcsolatot 2012 végén. Greenwald azokat a lépéseket, amelyeket anonim információforrása kért tőle a kommunikáció biztonságának biztosítására, mint a levelek titkosítása, túl bonyolultnak és idegesítőnek találta. Snowden 2013 januárjában Laura Poitras filmrendezővel vette fel a kapcsolatot. Poitras szerint Snowden azért lépett vele kapcsolatba, mert látta riportját William Binney-ről, az NSA egy leleplezőjéről a The New York Timesban. Greenwald 2013 februárjában vagy áprilisában kezdett együttműködni Snowdennel, miután Poitras találkozót kért tőle.
A The Washington Postnak író Barton Gellmann szerint Snowden először 2013. május 13-án lépett vele kapcsolatba. Gellmann szerint Snowden az után vette fel a kapcsolatot Greenwalddal, hogy a The Washington Post nem tudta garantálni, hogy 72 órán belül közzéteszi a PRISM projekt mind a 41 prezentációját és egy titkosított kódot, amellyel Snowden bizonyíthatja egy külföldi nagykövetségen, hogy ő tette közzé a dokumentumokat.
Snowden titkosított e-maileket írt Verax név alatt, és kérte, ne idézzék teljes hosszában leveleit, mert félt, hogy szemantikai analízissel azonosíthatják.
Snowden a következőt írta Gelmann-nak első találkozásuk előtt: „tudom, hogy meg fognak kínozni azért, amit teszek, és ezeknek az információknak a nyilvánosság elé tárása a végemet jelenti”. Snowden azt is állította, hogy amíg a dokumentumokat nyilvánosságra nem hozzák, addig a vele együttműködő újságírók is halálos veszélyben vannak: „amennyiben úgy gondolják, hogy gyenge láncszem vagy, akinek bukásával megakadályozható az adatok nyilvánosságra kerülése, és az adatok egyedüli birtokosává teszi őket”.
2013 májusában Snowden engedélyt kapott távozásra epilepszia kezelése ürüggyel. Május közepén Snowden interjút adott Poitrasnak és Jacob Appelbaumnak, amelyet később a Der Spiegel közölt. 2013. május 20-án Snowden Hongkongba utazott, itt tartózkodott akkor, amikor az első, általa kiadott információk megjelentek a médiában. Snowden többek között olyan kémprogramok létezését és működését hozta nyilvánosságra, mint a PRISM, az NSA telefonhívás-adatbázis és a Boundless Informant. Felfedte a Tempra, a brit titkosszolgálat hasonló kémprogramját, amelyet az NSA brit partnere, a GCHQ működtet. Ő hozta nyilvánosságra az NSA Tailored Access Operations nevű szervezeti egységének létezését és tevékenységének fő vonalait is.
2013 júliusában Greenwald megállapította, hogy Snowden birtokában van más titkos információknak is, amelyeket úgy döntött, hogy nem hoz nyilvánosságra.

## Menekülés az Egyesült Államokból
Snowden 2013. május 20-án indult Hawaiiból Hongkongba. Innen 2013. június 23-án indult tovább Moszkvába, mivel a hongkongi hatóságok fontolgatták kiadását.

### Hongkong
Snowden egy hasonló értékrendű országban akart menedékjogot kérni, és Izlandot tartotta ideális választásnak. A Nemzetközi Modern Média Intézet kiadott egy nyilatkozatot, amelyben jogi tanácsot és segítséget ajánlott Snowdennek. Izland kínai nagykövete viszont rámutatott, hogy Izland nem adhat menedékjogot Snowdennek, mert az izlandi törvények megkövetelik, hogy a kérelmező az ország területén tartózkodjon.
Snowden megpróbálta megakadályozni az amerikai kormány által kezdeményezett kiadatást, és több hongkongi emberi jogi ügyvéddel tárgyalt.

### Oroszország

#### A Morales repülőgép-incidens

Pirossal jelezve azok az országok, amelyek megtagadták a belépést. A repülőgép Ausztriában szállt le

Július 1-jén Evo Morales, Bolívia elnöke, aki a gázexportáló országok konferenciáján vett részt Moszkvában, hajlandónak tűnt arra, hogy menedékjogot ajánljon Snowdennek egy a Russia Today lapnak adott interjúban. Másnap az őt hazaszállító repülőgépet átirányították Ausztriába, miután Franciaország, Spanyolország és Olaszország megtagadta a légtérbe lépést, mert azt feltételezték, hogy Snowden a fedélzeten lehet. Bécsben a leszállás után a hatóságok átkutatták a repülőgépet, bár a bolíviai védelmi miniszter tagadta a kutatást, állítása szerint az elnök megtagadta a belépést a gépére.

#### Átmeneti menedékjog Oroszországban
Egy évre menedékjogot kapott Oroszországban. Miután megkapta az ehhez szükséges papírokat, elhagyhatta a repülőtér terminálját.

## Fogadtatás

### Egyesült Államok
Az Egyesült Államokban heves vitákat váltott ki Snowden.
James Clapper, a nemzetbiztonsági szolgálat elnöke szerint Snowden hatalmas károkat okozott az amerikai titkosszolgálatoknak, míg John Kerry külügyminiszter szerint az NSA bizonyos esetekben túl messzire ment egyes kémprogramokban, és megígérte, hogy ezt leállítják.
2013 végéig a The Washington Post szerint a publikus vita, a perek és az állam belső bizottságai semmilyen lényeges változást nem hoztak.

#### Közvélemény
A kiszivárogtatásokat követő felmérések azt mutatták, hogy az amerikai közvélemény megosztott Snowden tetteivel kapcsolatban. A Gallup 2013. június 10-11-én készült felmérése szerint az amerikaiak 44 százaléka értett egyet az információk napvilágra hozásával, míg 42 százalék ítélte el. Az USA Today és a Pew Research június 12 és 16 közötti felmérése szerint 49 százalék gondolta úgy, hogy a kiszivárogtatás a köz érdekét szolgálta, 44 százalék szerint ártott neki. Ugyanezen felmérés szerint az amerikaiak 54 százaléka gondolta úgy, hogy bűnügyi pert kell indítani Snowden ellen, míg 38 százalék szerint erre nincs szükség.

### Európa

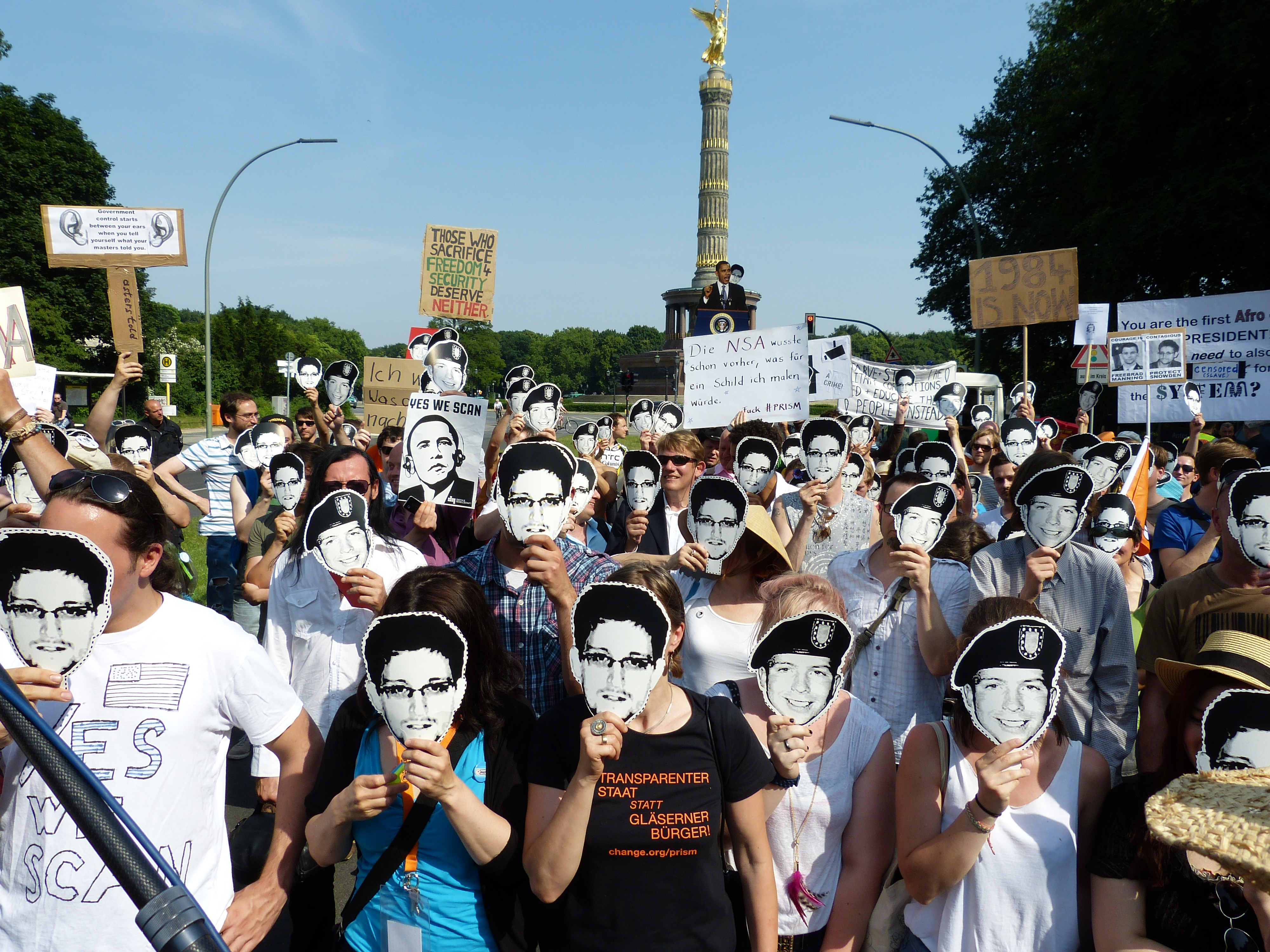
Edward Snowden támogatói a német kalózpárt berlini demonstrációján

### Elismerések
- A TechRepublic 2013-as A Technológia Hősei 10-es listáját Snowden vezette.
- A Time magazin bár Ferenc pápát nevezte meg az év embereként, Edward Snowden a legfontosabb személyek között volt. A Time magazin széles körben kapott kritikát, amiért nem Snowdent nevezte meg az év embereként.[25][26][27]
- 2014-ben Alan Rusbridgerrel megosztva kapta az "alternatív Nobel-díjként" is ismert Helyes Életmód (Right Livelihood) díjat.[28]

## Megjelenés a médiában
- 2016-ban részben dokumentarista mozifilmben dolgozta fel az életét Oliver Stone rendező. A film címe Snowden.

## Magyarul megjelent művei
- Rendszerhiba; ford. Tomori Gábor; 21. Század, Bp., 2019